# 潘承祐
潘承祐（？—962年），字乾休，泉州莆田縣人，後遷居建州建安縣。

## 生平
初仕楊吳，歷任蘄州法曹掾、光州司法參軍，後棄官歸閩，官至大理少卿。富沙王王延政辟為度支判官。王延政在建州稱帝建立殷國後，任吏部尚書，加同平章事。當時楊思恭當權，潘承祐被削職為民。
閩國建州城破後，南唐查文徽署潘承祐為衛尉少卿，遷鴻臚卿。以刑部尚書致仕，隱居於洪州西山。建隆三年（962年）病逝。子潘慎修。